# X-Men – A kívülállók
Az X-Men – A kívülállók (eredeti cím: X-Men) 2000-ben bemutatott egész estés amerikai film, az X-Men képregény mutánsainak szereplésével. A film a képregény-megfilmesítési hullám elindítójának tekinthető.
A Bryan Singer rendező kezei alatt készült film cselekménye az Egyesült Államokban jelen lévő előítéletekre és diszkriminációra is kitér. A forgatókönyvet David Hayter írta, aki feltűnik a filmben egy rendőr cameo szerepében.
1998-ig tartott, míg a produkció rendezőt talált, aki végül a kritikusok által széles körben elismert Közönséges bűnözők című thriller direktora, Bryan Singer lett. 2000 nyarán a 20th Century Fox forgalmazásában mozikba került a 75 millió dolláros produkció.
A film jó visszajelzéseket kapott, kivívta a rajongók elégedettségét, s mindemellett 157,3 millió dollárt hozott az Egyesült Államokban, amivel megalapozta további Marvel-képregények mozivászonra lépését, többek között Pókemberét, Fenegyerekét és Hulkét.
A folytatás X-Men 2. címmel 2003-ban került a mozikba, ezt követte a 2006-os X-Men: Az ellenállás vége.

## Cselekmény
Mutánsok élnek közöttünk. Emberek ők is, de a genetika véletlen folytán különleges képességekkel születtek. A legtöbb mutáns eltitkolja a képességeit a közönséges emberek elől, ezért a legtöbb ember fél a mutánsoktól, és nem akarják a mutánsokat maguk közé befogadni. A mutánsellenesség legnagyobb hangadója, Robert Kelly szenátor tesz egy eléggé drasztikus törvényjavaslatot, miszerint az Egyesült Államokban minden mutánst nyilvántartásba kell venni, és figyelemmel kell tartani őket. A törvény általános felháborodást vált ki a mutánsok között, ám úgy tűnik, hogy reménytelen a helyzetük, mivel a legtöbben Kelly-t pártolják.
Eközben egy Mississippi államban lévő kisvárosban, Meridian-ben egy Marie nevű lány éppen a barátjával tölti a szabadidejét. Mikor azonban Marie megcsókolja a barátját, hirtelen váratlan és megdöbbentő dolog történik: a barátja rosszul lesz, elájul, majd kómába esik. Marie úgy dönt, megszökik otthonról, mivel úgy érzi, hogy a hozzá közel álló személyek a nem kívánt képessége miatt nincsenek biztonságban. Egy kamion potyautasaként eljut egészen Észak-Albertába. Ott találkozik Logan-nel, a „Rozsomák” – a magyar fordításban „Farkas” – fedőnevű mutáns idegennel, aki fémpengéket tud kiereszteni a kezéből, valamint hihetetlenül gyorsan regenerálódó szervezettel rendelkezik. Mivel úgy látja, hogy ő és a Logan hasonlítanak, ezért úgy dönt, hogy vele tart. Bemászik Logan furgonjának utánfutójába, és elbújik ott. Mikor Logan észreveszi, hogy van egy potyautasa, először elküldi maga mellől a lányt, ám rájön hogy Marie-nek tényleg nincsen senkije, ezért mégis megosztja vele a járgányát. Útközben baleset éri őket: nekimennek egy fának, ami eléjük dőlt az útra. Az ütközés következtében Logan kirepül az autóból és eszméletét veszti, Vadóc (Marie fedőneve) lába pedig beszorul az ülés alá. Mikor Logan magához tér, mutánsszagot kezd érezni a levegőben, és rájön hogy valaki szándékosan lökte eléjük a fát. Hamarosan valóban előbukkan valaki, egy mutáns, akinek hatalmas az ereje, és félig egy nagymacskára hasonlít. Logan és Kardfog harca közben - amiben Logan marad alul - az autó, amibe Marie beszorult lángolni kezd, mivel folyni kezdett az üzemanyag. Az utolsó pillanatban siet a segítségükre két jó mutáns (Ciklon és Küklopsz), akik megmentik a menekülőket a vérszomjas Kardfog, és a felrobbanni készülő autó elől.
Amikor az immár másodszor eszméletét vesztett Logan magához tér, egy kórteremszerű helyiségben találja magát, ahol egy doktornő éppen vért akar tőle venni. Logan ezt nem hagyja és megszökik a doktornő elől. Egy ismeretlen, de rendkívül különös épület folyosóin kezd bolyongani. Nemsokára rájön, hogy egy iskolában járkál céltalanul. Hangokat kezd hallani a fejében, amelyek egy osztályterembe vezetik, ahol Charles Xavier professzor éppen előadást tart. Az óra végeztével a professzor bemutatkozik Logan-nek, valamint bemutatja neki a megmentőit, valamint Dr. Jean Greyt. Xavier elmondja Logan-nek, hogy New York államban van, a támadója Kardfog, pedig egy Magneto nevű nagy hatalmú mutánsnak dolgozik, aki szerint háború készül a mutánsok és a közönséges emberek között. Logan először a védői elől is odébb akar állni, ám mikor ismét meghallja a fejében a korábbi hangot, rájön, hogy Xavier hangját hallotta, és úgy dönt, hogy mégis marad egy ideig. A professzor beinvitálja Logant a vezetése alatt álló mutánsiskolába, melynek Vadóc is tanulója lett. Biztosítja, hogy ez a hely minden jó mutánsnak biztonságot jelent.
Magneto, Xavier régi társa ezalatt a korábban említett okok miatt megalapítja a Mutáns Testvériséget és szövetségeseivel együtt különvonulva él egy szigeten. Hogy megakadályozza a mutánsok és az emberek közötti háború kitörését, úgy dönt, hogy a saját félelmükkel fogja egyesíteni az embereket, azaz mindenkiből mutánst csinál - látszólag. Célját egy gép segítségével próbálja elérni, ami sugárzás által mutációt vált ki a közönséges emberekből. A gép hatásában azonban még nem biztos, ezért úgy dönt tart egy "főpróbát". Úgy érzi a tökéletes kísérleti alany a mutánsregisztrációs törvény kitalálója, Kelly szenátor lesz. Két szolgájával, Mystique-kel és Varanggyal elraboltatja a szenátort, és a szigetére szállíttatja. Ott Magneto sejtelmesen szembesíti a tényekkel a szenátort, majd működésbe helyezi a gépezetét, Kellyre irányítva. A kísérlet során Magneto igencsak legyengül, de végső soron a kísérlet eredménye úgy sül el ahogy azt Magneto várta. A szenátorban mutáció alakul ki, ám nem olyan mint a normális mutánsoknál: visszataszítóan eltorzul a külleme. Kelly szökést kísérel meg Magneto börtönéből, ám végül lezuhan egy sziklafalról az alant lévő óceánba.
Mindeközben a mutáns gimiben Xavier és a mutáns tanárok rájönnek egy s másra Logant illetően, például hogy az emlékezetében egy rész az életéből szinte teljesen kitörlődött, és hogy a csontjai tele vannak egy elpusztíthatatlan fémötvözettel, az adamantiummal. Dr. Jean Grey megmutatja Logan-nek a szobáját, ahová berendezkedhet, miközben hosszan elbeszélgetnek egymás képességéről. Lassan kölcsönös vonzalom kezd kialakulni kettejük között, de Jean nem mer közeledni Logan-hez, mivel jelenleg neki már van egy kapcsolata Scottal (Küklopsz). Aznap éjszaka Logant rémálmok kezdik gyötörni az életének abból a szakaszából, amit elvesztett, de néhány kép és érzés mégis megmaradt benne. Marie, aki a szomszéd szobában fekszik, aggódni kezd a barátjáért, ezért átmegy hozzá, hogy fölébressze. Amikor Logan hirtelen felriad, nem tudja féken tartani a reflexeit, és véletlenül mellbe szúrja Vadócot. A levegő után kapkodó lánynak egy választása marad, hogyha hozzáér Loganhez és elszívja annak gyógyító erejét. Így is történik, ám ezzel meg majdnem ő öli meg Logant. Marie szégyenli magát emiatt, még ha nem is volt más választása.
Nemsokára kiderül, hogy a kanadai Kardfog-támadásnak a kiszemelt áldozata, valójában nem is Logan, hanem Vadóc volt. Magneto ezúttal finomabb tervet eszel ki a lány elrablására. Beküldi alakváltó szolgáját, Mistique-et a mutánsiskolába az egyik diák, Bobby Drake képében, akivel Marie már alaposan összemelegedett. Az ál-Bobby azt hazudja Vadócnak, hogy az iskolában sokan megharagudtak rá, múlt éjszakai eset miatt, és az lenne a legjobb ha elhagyná az iskolát. Mivel Marie mit sem sejt arról, hogy valójában kivel beszél, megfogadja a tanácsot.
Amikor Logan észreveszi, hogy Marie sehol, a professzorhoz fordul. Xavier egy Cerebro nevű gép segítségével - melyet arra terveztek, hogy telepatikus úton meg lehessen vele bárkit találni - rájön, hogy Vadóc a pályaudvaron van. Xavier Marie után küldi Ciklont és Küklopszot, ám titokban Logan is a barátja után ered. Mire Scott és Ororo (Ciklon) a pályaudvarra érnek, Logan - a Küklopsztól kölcsönvett motorkerékpárnak köszönhetően - már régen a helyszínen van és megtalálja Marie-t az egyik vonatkocsiban. Megpróbálja meggyőzni a lányt, hogy térjen vissza vele a gimibe. Ezalatt a pályaudvar csarnokában Kardfog és Varangy minden erejükön azon vannak, hogy feltartóztassák Scottot és Ororot, amíg Magneto elmegy Vadócért. Közben Logannek sikerül rávennie Vadócot, hogy ne menjen el, ám közben elindul velük a vonat. A szerelvény azonban hirtelen megáll, és egy pillanattal később feltépődik a fala. Magneto lép be a kocsiba. Logan megpróbál szembe szállni vele, de hasztalanul, mivel amíg a teste fémmel van tele, addig a közelébe se tud férni az élő mágnesnek. Magneto elkábítja Vadócot, majd magával viszi. A pályaudvar bejáratánál a testvériség tagjait egy regiment fegyveres rendőr fogadja, de Magneto őket is könnyen ártalmatlanná teszi, mivel az emberek fegyverei is csak fémből vannak. Xavier, aki titokban szintén a helyszínen van, Kardfogon keresztül ultimátumban szólítja fel egykori társát, ám Magneto nem hagyja magát. Fenyegetőzni kezd az egyik rendőr megölésével. A professzor nem akarja, hogy bárkinek baja essen, ezért inkább futni hagyja Magnetot. A testvériség helikopterrel hagyja el a helyszínt, az X-csapat tagjai pedig visszatérnek az iskolába.
Miután az X-men tagjai visszatérnek a bázisukra, Logan rendkívül mérges magára, hogy nem tudta megvédeni Mariet. Úgy dönt, egymaga indul el, és kiszabadítja Vadócot. Éppen indulna, amikor a félholt Kelly szenátor nyit be hozzájuk, mivel ez az egyetlen hely ahová még befogadják. A professzor az erős telepatikus képességével kutatni kezd a szenátor emlékei közt, amíg rá nem talál a Magneto szigetén történt kísérletre. Innen a csapat rövid idő alatt kikövetkezteti, hogy Magnetonak arra kell Vadóc, hogy átadja neki az erejét, és így elkerülje a gép általi halálos gyengülést. Később Ciklon halálra váltan közli Xavierrel, hogy a szenátor meghalt. A professzor felmérve a helyzet súlyosságát úgy dönt, megkeresi Vadócot. Mikor azonban Cerebrohoz fordul, hirtelen fájdalom hasít a fejébe és összeesik. Ez egy idegméreg miatt történt, amit még Mystique csempészett a gépbe a távollétükben. Amíg Xavier eszméletlenül fekszik a gyengélkedőn, Jean megjavítja Cerebrot, majd megpróbálja ő megkeresni vele az ellenségüket. Ez sikerül is neki kínos próbálkozás után. Magneto szolgáival a Libery Island felé tart, célja pedig az Elise Island-i csúcstalálkozó résztvevőinek mutációja. Hogy ezt megakadályozzák, harci egyenruhát öltenek, és a kosárlabda-pálya alatti repülővel útnak indulnak. Miközben közelednek a sziget felé, Ciklon - aki képes az időjárást manipulálni - ködfátylat von eléjük. Magneto, aki már a szigeten van, látva a helyzetet őrségbe küldi Varangyot és Mystique-et. A Szabadságszobor lábánál az X-men szembetalálkozik a két gonosztevővel. Logan Mystique-kel veszi fel a harcot, a másik három pedig a csípős nyelvű Varanggyal. Hosszas és fordulatos küzdelem után Logan-nek sikerül likvidálnia az alakváltót, Ciklon pedig egy jól irányzott villámcsapással kivonja a forgalomból Varangyot. Ezután mind a négyen felmennek a szoborfejben lévő kilátóba, ahol Magneto már várja őket. A náluk jóval tapasztaltabb mutánsnak sikerül mozgásképtelenné tennie a csapatot, akik ezután teljesen kiszolgáltatva érzik magukat. Egyedül Logan nem adja fel és minden erejével a szabadulásra törekszik. Mikor sikerül kiszabadulnia, szembeszáll a kilátóban őrt álló Kardfoggal a szobor tetején. A harc közben sikerül Kardfogtól visszaszereznie Küklopsz sugárlövő szemüvegét. A kilátóba visszatérve Jean a telekinetikus képessége segítségével visszajuttatja Scottnak a szemüvegét, amelyet egyenesen Kardfogra irányít. Mikor pedig Scott kinyitja a szemét, az abból jövő pusztító sugár letaszítja a macskaembert a kilátóból.

Farkas a saját életerejéből ad Vadócnak, hogy megmentse (Hugh Jackman, Anna Paquin)

Mire mind a négyen kiszabadulnak, Magneto már működésbe helyeztette a gépet Vadóccal a szobor fáklyájában. Ciklon egy fogószél segítségével felküldi oda Logant, akinek fájdalmas erőfeszítés árán sikerül hatástalanítania a gépet. Küklopsz közben belelő Magnetoba, aki lezuhan a fáklyáról, de nem hal meg. Logan-nek csak egy újabb erőátadás, és pár vérző és súlyos seb árán sikerül elérnie, hogy Vadóc - akinek egy rész a hajából megőszült - túlélje az esetet.
A sikeres akciót követően az eszméletlen Magnetot a rendőrség őrizetbe veszi és egy műanyagcellába zárják be. Az X-csapat arra ér haza, hogy a professzor meggyógyult, kis idővel utána Logan is felépül, az élet pedig megy tovább a megszokott kerékvágásban. Xavier elküldi Logant a Sziklás-hegységhez, a múltja után kutatni. Felépülése után Charles meglátogatja egykori társát a műanyagbörtönében, ahol Magneto elmondja Xaviernek, hogy ez a cella nem tartja őt örökre vissza, és ha innen egyszer kijut, akkor harcolni fog a szerinte elkerülhetetlen háborúban. Xavier erre csak ennyit mond: "Egyet se félj, én is ott leszek öreg barátom."...

## Szereplők
| Szerep                      | Színész                 | Magyar hang            | Leírás |
| --------------------------- | ----------------------- | ---------------------- | --- |
| Logan / Farkas              | Hugh Jackman            | Sinkovits-Vitay András | Kanadai vagány, aki tizenöt éve úgy él, hogy a dögcéduláján és egy adamantiumba zárt csontvázon kívül semmilyen emléket nem őriz a múltjáról. Képességei közé tartoznak a fokozott, állatszerű érzékek, a felgyorsított gyógyulási faktor, amely gyakorlatilag halhatatlanságot biztosít neki (ami lehetetlenné teszi a korának meghatározását), és három karom, amelyek mindkét ujjpercén túlnyúlnak.     |
| Charles Xavier professzor   | Patrick Stewart         | Horányi László         | Az X-Men és a Xavier Tehetséges Fiatalok Iskolájának alapítója, aki a mutánsok és az emberiség békés együttélését reméli, és a genetikai mutáció szakértőjeként tartják számon. Bár tolószékhez van kötve, mutáns képességei közé tartozik a telepátia, amelyet a Cerebro szuperszámítógép erősít fel, amelyet Magneto segítségével talált fel.                                                            |
| Eric Lehnsherr / Magneto    | Ian McKellen            | Helyey László          | Auschwitz túlélője, aki Xavier barátja volt, amíg annak meggyőződése, hogy emberek és mutánsok soha nem élhetnek együtt, elválasztotta őket egymástól. Képességei közé tartozik az erős mágneses mezők létrehozásának képessége és a genetikai manipulációval kapcsolatos kifinomult ismeretei, amelyeket arra használ, hogy megpróbálja mutálni a világ vezetőit, hogy lehetővé tegye a mutánsok jólétét. |
| Eric Lehnsherr / Magneto    | Brett Morris (fiatalon) | Nem szólal meg         | Auschwitz túlélője, aki Xavier barátja volt, amíg annak meggyőződése, hogy emberek és mutánsok soha nem élhetnek együtt, elválasztotta őket egymástól. Képességei közé tartozik az erős mágneses mezők létrehozásának képessége és a genetikai manipulációval kapcsolatos kifinomult ismeretei, amelyeket arra használ, hogy megpróbálja mutálni a világ vezetőit, hogy lehetővé tegye a mutánsok jólétét. |
| Dr. Jean Grey               | Famke Janssen           | Fehér Anna             | Az X-kastély orvosa, akinek romantikus kapcsolata van Küklopsszal. Képességei közé tartozik a telekinézis és a telepátia. |
| Scott Summers / Küklopsz    | James Marsden           | Rékasi Károly          | Xavier helyettese és az intézet oktatója, aki az X-Men terepvezetője. Jean Greyjel találkozgat. Képességei közé tartozik egy erős, irányíthatatlan, vörös optikai energiasugár, amelyet a szemeiből állít elő, és amelyet csak napszemüveg vagy egy speciális rubinkvarc-vizor tart kordában, amely lehetővé teszi számára, hogy szabályozza a sugár erejét, hogy harc közben tüzelhessen.                 |
| Ororo Munroe / Ciklon       | Halle Berry             | Tátrai Zita            | Maszáj nő, aki nyugodtan és gondoskodóan tanít Xavier iskolájában, de megkeseredett mások mutánsok iránti gyűlölete miatt, ami miatt néha cserébe gyűlöli az embereket, egyszerűen azért, mert fél tőlük. Képességei közé tartozik, hogy képes manipulálni az időjárást és villámokat kelteni. |
| Marie / Vadóc               | Anna Paquin             | Szénási Kata           | Tizenhét éves lány, aki kénytelen elhagyni otthonát Meridianban, amikor barátját kómába ejti azzal, hogy megcsókolja. Képességei közé tartozik, hogy bárki emlékeit, életerejét, és - mutánsok esetében - fizikai érintésen keresztül is elnyeri az erejét. |
| Victor Creed / Kardfog      | Tyler Mane              | Barbinek Péter         | A Testvériség brutális és szadista tagja. Képességei közé tartozik a vad, macskaszerű természet, a fokozott, állatszerű érzékek, a Farkashoz hasonló agyarak és gyógyító képességek, valamint az ujjai hegyénél hosszabb karmok. |
| Mortimir Vasquez / Varangy  | Ray Park                | Zágoni Zsolt           | Nagyon gúnyos és pimasz tagja a Testvériségnek. Képességei közé tartozik a nyúlós nyelve, egy nyálkás anyag, amit másokra köpköd, és a fokozott mozgékonysága. |
| Raven Darkholme / Mystique  | Rebecca Romijn          | Orosz Helga            | Magneto hideg és könyörtelen helyettesét, aki teljesen könnyedén kezeli a modern technológiát. Képességei közé tartozik az alakjának és hangjának megváltoztatása, hogy bármely emberi lényt utánozhasson, valamint nagyfokú mozgékonysága. |
| Kelly szenátor              | Bruce Davison           | Bitskey Tibor          | Mutánsellenes politikus, aki támogatja a mutánsok regisztrációjáról szóló törvényt. |
| Bobby Drake / Jégember      | Shawn Ashmore           | Simonyi Balázs         | Xavier Iskolájának mutáns diákja, aki megkedveli Vadócot. Képességei közé tartozik a jég létrehozása. |
| Hot dog árus a tengerparton | Stan Lee                | Nem szólal meg         | Hot dog árus a tengerparton. |
| Kamionos                    | George Buza             | Kardos Gábor           | A teherautósofőr, aki kiteszi Vadócot a bárnál, ahol Farkas verekszik. |
| Kitty Pryde                 | Sumela Kay              | Nem szólal meg         | Az iskola tanulói. |
| Jubilitation Lee / Jubilee  | Kaya Wish               | Nem szólal meg         | Az iskola tanulói. |
| Peter Rasputin              | Daniel Wehington        | Nem szólal meg         | Az iskola tanulói. |
| John Allerdyce / Piró       | Alexander Burton        | Hamvas Dániel          | Az iskola tanulói. |
| Vadóc barátja               | Shawn Roberts           | Barát Attila           | Vadóc első barátja. |

## A film készítése
A Marvel Comics írói és főszerkesztői, Gerry Conway és Roy Thomas 1984-ben írtak egy X-Men forgatókönyvet, amikor az Orion Pictures opciós joggal rendelkezett, de a fejlesztés elakadt, amikor az Orion pénzügyi nehézségekkel küzdött. 1989 és 1990 folyamán Stan Lee és Chris Claremont tárgyalásokat folytatott a Carolco Pictures-szel egy X-Men filmadaptációról, James Cameron producerrel és Kathryn Bigelow rendezővel.
A történet feldolgozást Bigelow írta, Farkas szerepére Bob Hoskins, Ciklon szerepére pedig Angela Bassett jöhetett szóba. Az üzlet meghiúsult, amikor Stan Lee felkeltette Cameron érdeklődését egy Pókember-film iránt, a Carolco csődbe ment, és a filmjogok visszakerültek a Marvelhez. 1992 decemberében a Marvel tárgyalt a tulajdon eladásáról a Columbia Picturesnek, de eredménytelenül. Eközben Avi Arad készítette az X-Men animációs tévésorozatot a Fox Kids számára. A 20th Century Foxot lenyűgözte a tévésorozat sikere, és Lauren Shuler Donner producer 1994-ben megvásárolta a film jogait.
A Fox Brett Ratnernek és Robert Rodrígueznek ajánlotta fel a rendezést, de ők visszautasították azt. Bryan Singer egy sci-fi filmet szeretett volna készíteni, és a Fox felajánlotta neki az Alien 4. – Feltámad a Halált, de Tom DeSanto producer úgy érezte, hogy az X-Menhez jobban illene. Singer habozott egy képregényfilm rendezését illetően, de meggondolta magát, miután DeSanto bemutatta a képregény előítéletekről szóló témáit.

## Reakciók és box office
A film a 2000-res év egyik legsikeresebbje lett, több, mint 296 millió dollárt keresett világszerte, s hazájában az év 8. legjövedelmezőbb alkotása lett. Az X-Men – A kívülállókat úgy tartják számon, mint a hollywoodi „képregény-filmek korának” elindítóját, mivel a box office-siker olyan filmeket segített tovább a megvalósulás felé, mint a:
- Pókember
- Pókember 2.
- Daredevil – A fenegyerek
- Fantasztikus Négyes
- Megtorló
- Constantine, a démonvadász
- Batman: Kezdődik!
- V mint vérbosszú
- Hulk
- Superman visszatér
- A szellemlovas
- X-Men 2. és az X-Men: Az ellenállás vége
- Pókember 3.
- A Vasember
- Vasember 2.

Akadtak rajongók, akik nem voltak teljesen elégedettek az X-Men első nagyívű adaptációjával. Számos szó érte a jelmezeken való változtatást, illetve Vadóc rémült, naiv és védtelen ábrázolását. A másik komolyabb panasz az volt, hogy Logan, azaz Rozsomák a többi mutánshoz képest kiemelt szerepet kapott. Sok rajongó érezte úgy, hogy Küklopsz a képregénybeli meghatározó szerepét elvesztette, hosszú ideje tartó románca Jean Greyjel pedig minimálisan van jelen, hogy Logan csapatbeli szerepét kiemeljék a szerelmi háromszög által.

## Érdekességek
A filmben felbukkan Stan Lee is. Hotdogárust alakít a tengerparti jelenetben.
A kamionsofőr, aki Vadócot Kanadába szállította, George Búza, ő alakította Bestia hangját a rajzfilmváltozatban.